# Prosvjedi u Rumunjskoj 2017.
Prosvjedi u Rumunjskoj 2017. naziv je za masovne prosvjede građana u Rumunjskoj i njezinom iseljeništvu u Europi, Sjedinjenim Državama, Kanadi i Australiji usmjerenih protiv socijaldemokratske vlade na čelu sa Sorinom Grindeanuom, koja je 18. siječnja 2017. objavila prijedlog zakona o dekriminalizaciji zlouporabe položaja koji stvara štetu manju od 47.500 dolara i pomilovanja zatvorenika s kaznama manjim od 5 godina te prepolovljavanja kazne zatvorenicima s navršenih 60 godina života, onima s terminalnim bolestima ili djecom za koju trebaju skrbiti, nevezano za njihove zločine.
Osim građana koji su izašli na ulice, vladin nacrt zakona kritizirali su i predsjednik Klaus Iohannis, glavni tužitelj, vrhovni sud, glavni antikorupcijski tužitelj i čelnik uprave za borbu protiv organiziranog kriminala i rumunjski diplomati diljem svijeta. Kritičari zakona žalili su se i na nedostatk transparentnosti i vladina načina ophođenja prema kojem su se zakoni donosili proglasima i nacrtima, a ne nakon javnih rasprava u parlamentu.
Istoga dana kada je vlada donijela kontroverznu odluku na ulicama Bukurešta izašlo je 5.000 građana. U sljedeća četiri dana, poput domino efekta, u više rumunjskih gradova na ulice je izašlo još 30.000 ljudi. No, nakon što je vlada, unatoč pritiscima pravosudnih tijela i predsjednika, odbila provesti javnu raspravu u nacrtu zakona, do 29. siječnja na ulicama najvećih rumunjskih gradova i ispred rumunjskih veleposlanstava u europskim gradovima prosvjedovalo je preko 90.000 ljudi, čime su ovi prosvjedi imali najveće razmjere od Rumunjske revolucije 1989. i pada Nicolaea Ceaușescua.